# Чемпионат мира по бобслею 1970
27-й чемпионат мира по бобслею и скелетону прошёл в 1970 году в городе Санкт-Мориц (Швейцария).

## Соревнование двоек
| Золото                  | Серебро                             | Бронза                         |
| Хорст Флот, Йозеф Бадер | Вольфганг Циммерер, Петер Уцшнайдер | Джион Кавиезель, Ханс Кандриан |

## Соревнование четвёрок
| Золото                                                              | Серебро                                                              | Бронза                                                 |
| Невио де Цордо, Роберто Дзандонелла, Лучано де Паолис, Марио Армано | Вольфганг Циммерер, Петер Уцшнайдер, Вальтер Штайнбауэр, Йозеф Бадер | Рене Стадлер, Ханс Кандриан, Макс Форстер, Петер Шерер |

## Медальный зачёт
| Место | Страна    | Золото | Серебро | Бронза | Всего |
| ----- | --------- | ------ | ------- | ------ | ----- |
| 1     | ФРГ       | 1      | 2       | 0      | 3     |
| 2     | Швейцария | 0      | 0       | 2      | 2     |
| 3     | Италия    | 1      | 0       | 0      | 1     |